# Севский разряд
Севский разряд или Северский разряд — военно-административное территориальное образование (разряд) Русского царства, выделенное из Белгородского разряда в конце 1650-х годов, с военно-административным центром в городе Севск.
Разряд как военно-административная единица Русского государства подчинялся Разрядному воеводе и входил в состав Разрядного приказа (Московского Большого Разряда). Ратные люди, проживавшие на территории разряда, призывались для прохождения службы в разрядные полки (соединение полков). Каждый полк включал в свой состав несколько полков родов оружия (стрельцов, рейтар, драгун, солдат и так далее). Разряды подчинялись главному органу государственного и военного управления Московскому Большому Разряду.

## История
Севский разряд был образован выделением из Белгородского разряда в конце 1650-х годов (возможно, в начале 1660-х годов), и в него вошли юго-западные (украинные) русские города с уездами.

«в Севске велено быть воеводам с ратными людьми безпрестанно» «и в тех городах и ратных всяких чинов люди службою и всякими исправными делами и денежные доходы ведомы в Севску»— Из Царского указа, 1665 года
Севский разряд управлялся разрядным воеводой — боярином или окольничим, в руках которого было сосредоточено всё военное и гражданское управление на территории разряда. Севский разряд выставлял в Русскую рать Севский разрядный полк (соединение полков родов оружия). Так в 1663 году в Севском полку имелось четыре полка рейтар, два полка драгун, восемь полков солдат и два полка сотенной службы.
В начале Русско-польской войны, Русское войско, состояло из титульных полков. Однако в ходе войны возросла роль полков нового строя, и снизилась роль поместного войска, представлявшего собой основу вооружённых сил России того времени. Это привело к возникновению новой системы комплектования войсковой организации государства. Теперь походное войско формировалось из разрядных, а не воеводских полков (сохранился только Большой полк, комплектуемый из ратных людей центральных городов России). Впервые такая организация упоминается в 1668—1669 годах, когда русское войско, действовавшее на окраине Руси, состояло из Севского, Белгородского и Смоленского разрядных полков. В походе 1674 года на Правобережную окраину войско состояло из Большого полка, «в левой руке» у него был Новгородский разрядный полк, а «в правой руке» — Белгородский и Севский. В походе 1678—1679 годов войско состояло из Большого, Новгородского, Казанского, Рязанского, Севского и Белгородского полков.
При царевне Софии князь В. В. Голицын укрепил Севск и сформировал Особый Севский полк.
После 1683 года город многократно вырос за счёт стрельцов и других служилых людей, высланных сюда из Москвы после стрелецких бунтов. С 1686 года чеканилась своя монета Севский чех.
Севский полк набиравший ратных людей полковой службы в Севском разряде состоял из нескольких рейтарских, драгунских, солдатских и других полков. На 1697 год в нём насчитывалось 3 331 конных и 7 351 пеших военнослужащих различных родов оружия, итого 10 682 человека.
Разряд упразднён указом Петра I, от 18 декабря 1708 года, по губернской реформе.

## Состав
В Севский разряд входили уезды (на 1665 год):
- Лихвинский;
- Белевский;
- Болховский;
- Карачевский;
- Брянский;
- Орловский;
- Кромский;
- Рыльский;
- Севский;
- Путивльский;
- Недрыгайловский.

## Севский разрядный полк
Севский разрядный полк (Севский полк) — военное соединение, включавшее в себя все полевые («полковой службы») войска Севского разряда (военно-административного округа). Гарнизонные («городовой службы») войска оставались в ведении городовых (осадных) воевод, не участвовали в походах, и не входили в состав Севского полка.
Севский разрядный полк состоял из нескольких компонентов:
- поместной конницы (городовые дворяне и дети боярские «сотенной службы»);
- полков «Нового строя» (рейтарских, драгунских и солдатских).

Общая численность ратных людей Севского полка, а также его структура и организация неоднократно менялись (детали см. ниже).

### 1665 год
В феврале 1665 года Севский разрядный полк состоял из поместной конницы, 2 рейтарских (Семёна Скорнякова-Писарева, при нем драгунская шквадрона майора Никиты Писарева; и Ивана Шепелева, при нем драгунская шквадрона майора Никиты Шепелева), 4 комарицких драгунских (Бориса Воронина, Ирика Лукса, Юрия Франка, Юрия Инглиса) и 5 солдатских (Эрдана Гейса, Якова Ронорта, Фредерика Эшхова; в Путивле — полк подполковника Лаврентия Энея; в Брянске — полк Ивана Францбекова) полков.

### 1672 год
Весной 1672 года Севский разрядный полк насчитывал по спискам 8,7 тыс. чел.: 2237 городовых дворян и детей боярских и казаков «полковой службы», копейно-рейтарский полк стольника Григория Косагова (1821 ч., включая роту болховских драгун), 4 комарицких драгунских (Юрия Инглиса, Андрея Гамолтона, Корнелиуса Фанбуковина, Патрика Гордона — всего 3997 ч.) и солдатского полка Якова Ронорта (562 ч.), а также 80 донских и недрыгайловских казаков.

### 1674 год
Осенью 1674 года Севский разрядный полк насчитывал по спискам 7,3 тыс. чел.: 1490 городовых дворян и детей боярских и казаков «полковой службы», копейная шквадрона майора Василия Булгакова (190ч.), 3 рейтарских полка (А. Траурнихта, 420 ч.; Якова Тура, 534 ч.; Ягана Фанговена, 486 ч.), 4 комарицких драгунских (Юрия Инглиса, 950 ч.; Андрея Гамолтона, 879 ч.; Корнелиуса Фанбуковина. 1030; Патрика Гордона, 1020 ч.) и солдатского полка Якова Ронорта (213 ч.), а также роты болховских драгун (53 ч.) и 52 донских и недрыгайловских казаков.

### 1676 год
Осенью 1676 года Севский разрядный полк состоял из 1500 городовых дворян и детей боярских и казаков «полковой службы», копейно-рейтарского полка генерал-майора Афанасия Траурнихта (1109 чел. + 96 болховских драгун), рейтарского полка Якова Тура (607 ч.), 4 комарицких драгунских (Юрий Инглис, 905 ч.; Андрей Гамолтон, 1029 ч.; Патрик Гордон, 1000 ч.; Корнелиус Фанбуковин, 890 ч.) и солдатского Якова Ронорта (671), а также донских и недрыгайловских казаков.

### 1698 год
В 1698 года Севский разрядный полк насчитывал по спискам 7,8 тыс. чел.: 1367 городовых дворян и детей боярских и казаков «полковой службы», 3224 копейщиков и рейтар (в копейно-рейтарском полку генерал-майора Андрея Гулица и рейтарском полку Алферия Шневенца), 3216 солдат и стрельцов (солдатские полки полк-ков Юрия Андреева с. Шкота, Юрия Юрьева с. Шкота, Данилы Цея и Ивана Буша; московский стрелецкий полк Данилы Юдина).

### Рейтарские и копейные полки
Из служивых людей Севского разряда были сформированы:
- Сводный копейно-рейтарский полк ротмистра Якова Ивановича Вячеслова, в 1703 году из рейтар и копейщиков Севского разряда. В этом же году полк находился в составе корпуса С. П. Неплюева, в 1704 году распущен по домам[10].
- Рейтарский полк стольника и подполковника Григория Ивановича Веревкина, в 1703 году из рейтар и копейщиков Севского разряда. В этом же году полк находился и составе корпуса С. П. Неплюева, в 1704 году распущен но домам[10].